# Neopheosia formosana
Neopheosia formosana är en fjärilsart som beskrevs av Okano 1959. Neopheosia formosana ingår i släktet Neopheosia och familjen tandspinnare. Inga underarter finns listade i Catalogue of Life.